# José Adem
José Adem   (Tuxpan, 27 d'octubre de 1921 - Ciutat de Mèxic, 14 de febrer de 1991) va ser un matemàtic mexicà.
Es va graduar en matemàtiques a la UNAM el 1949 i es va doctorar el 1952 a la universitat de Princeton amb una tesi dirigida per Norman Steenrod, en la qual va desenvolupar el concepte conegut avui com relacions d'Adem pels quadrats de Steenrod. En retornar a Mèxic va fer tasques docents a la universitat nacional autònoma de Mèxic primer i, a continuació al Institut Politècnic Nacional, essent, al mateix temps, membre o coordinador de diferents organismes inter-americans de matemàtiques.
Adem va publicar uns vint-i-cinc articles científics sobre topologia algebraica i temes connexos.